# Dharmapura, Hiriyur
Dharmapura là một làng thuộc tehsil Hiriyur, huyện Chitradurga, bang Karnataka, Ấn Độ.